# Robert Strutt (4e baron Rayleigh)

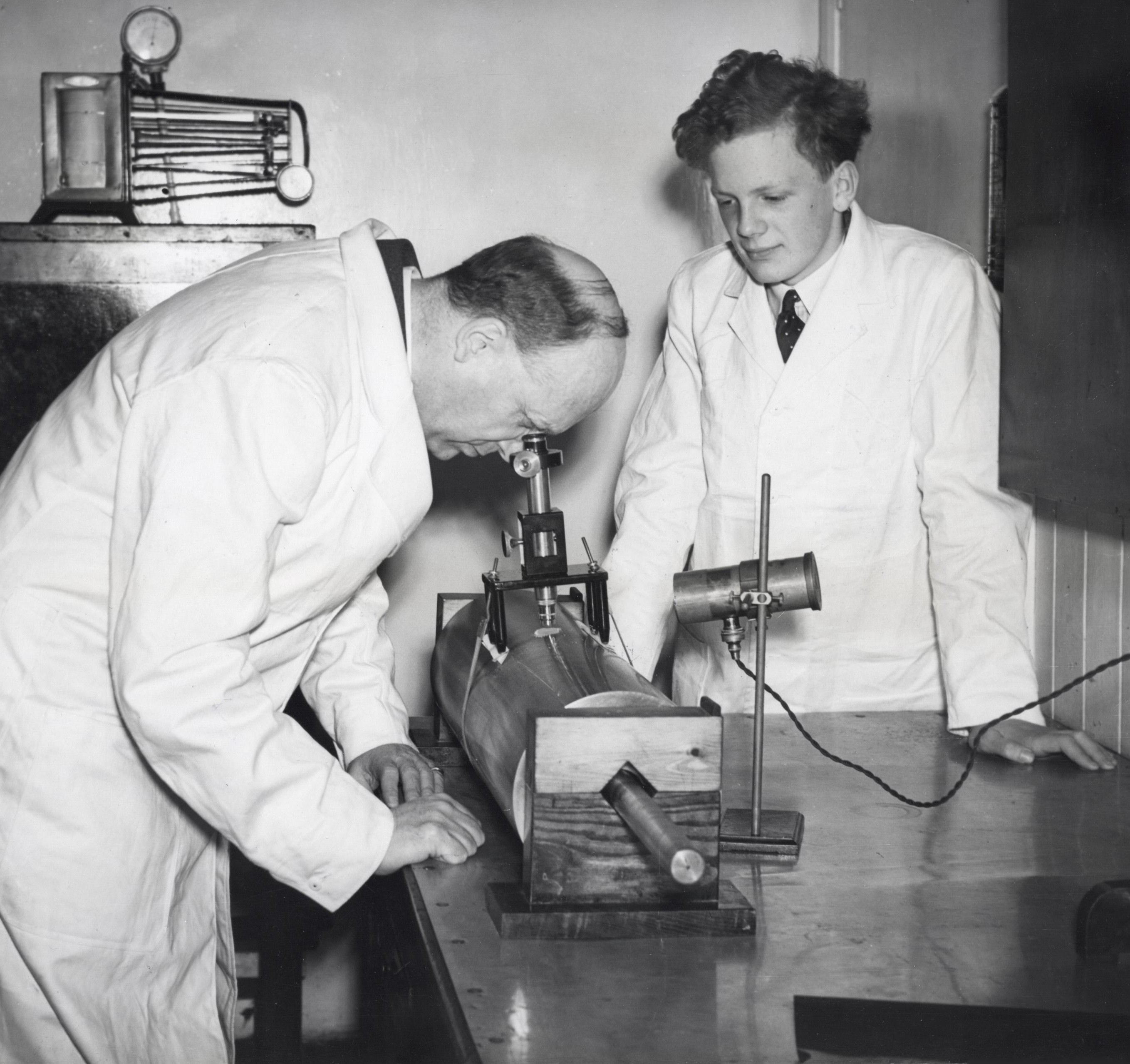
Strutt avec son fils Guy en 1938

Robert John Strutt, 4e baron Rayleigh (28 août 1875 - 13 décembre 1947) est un pair et physicien britannique. Il découvre l'« azote actif » et est le premier à étudier la lueur du ciel nocturne.

## Jeunesse et éducation
Strutt est né à Terling Place, la maison familiale près de Witham, Essex, le fils aîné de John William Strutt, 3e baron Rayleigh et de sa femme Evelyn Georgiana Mary Balfour. Il est ainsi un neveu d'Arthur Balfour et d'Eleanor Mildred Sidgwick. Il fait ses études au Collège d'Eton et au Trinity College de Cambridge, où il étudie d'abord les mathématiques, mais change après deux trimestres pour les sciences naturelles. Il devient étudiant-chercheur en physique au Laboratoire Cavendish sous la direction de Joseph John Thomson, dont il rédige ensuite la biographie. Ses travaux à cette époque portent sur la décharge d'électricité par les gaz, avec les premiers travaux sur les rayons X et les électrons. Il écrit l'un des premiers livres sur la radioactivité, The Becquerel rays and the properties of radium (E. Arnold, 1904). Il reçoit la bourse Coutts Trotter en 1898 et est membre du Trinity College 1900-1906. Il obtient sa maîtrise en 1901.

## Carrière
Strutt est élu membre de la Royal Society en mai 1905. Il prononce leur conférence Bakerian en 1911 et 1919. Il est président de l'Association britannique pour l'année 1937-1938.
Le travail le plus connu de Strutt dans la période 1904-1910 est l'estimation de l'âge des minéraux et des roches par la mesure de leur teneur en radium et en hélium. En 1908, il est nommé professeur de physique à l'Imperial College de Londres où il poursuit les travaux de son père sur la diffusion de la lumière, désormais connue sous le nom de diffusion de Rayleigh. ce qui donne lieu à des articles publiés dans les Actes de la Royal Society. Il publie une biographie de son père, le troisième baron Rayleigh, avec le titre de "Life of John William Strutt, third Baron Rayleigh". 
En 1910, Robert Strutt découvre qu'une décharge électrique dans l'azote gazeux produit de l'« azote actif », un allotrope considéré comme monoatomique. Le "nuage tourbillonnant de lumière jaune brillante" produit par son appareil réagit avec le mercure pour produire du nitrure de mercure explosif.
En 1916, en collaboration avec son collègue Alfred Fowler, Strutt est le premier à prouver l'existence de l'ozone dans l'atmosphère en examinant le spectre ultraviolet du soleil couchant. Strutt prouve que l'ozone se trouve principalement dans la haute atmosphère, dans ce qu'on appelle aujourd'hui la couche d'ozone.
Après la mort de son père en 1919, Strutt démissionne de sa chaire à l'Imperial College mais continue à expérimenter à la maison dans le laboratoire privé que son père a établi dans une ancienne écurie. Ses travaux antérieurs sur les décharges gazeuses et la fluorescence conduisent à d'autres travaux sur la luminosité du ciel nocturne. Il est le premier à faire la différence entre deux types de lumière du ciel nocturne, les aurores ou "aurores boréales", et la lueur de l'air qui empêche le ciel d'être complètement noir partout sur terre. En 1929, il est le premier à mesurer l'intensité de la lumière du ciel nocturne. Ce travail conduit à son surnom posthume "l'Airglow Rayleigh". L'importance de ses données inédites est telle que l'US Airforce Cambridge Research Laboratories en fait l'acquisition en 1963, presque par accident, en même temps que de nombreux carnets expérimentaux de son père. Ils sont maintenant conservés à la bibliothèque McDermott de l'US Air Force Academy, Colorado Springs, Colorado.
Le rayleigh, une unité de flux de photons utilisée pour mesurer la lueur de l'air, porte son nom. Un numéro spécial d'Applied Optics publié en 1964 est consacré aux 3e et 4e barons Rayleigh.

## Vie privée
Strutt hérite de son titre à la mort de son père en 1919, devenant le 4e baron Rayleigh. Il se marie deux fois : le 5 juillet 1905, à Mary Hilda Clements, fille de Robert Clements, 4e comte de Leitrim (elle est décédée en 1919), et en 1920, à Kathleen Alice, fille de John Coppin-Straker de Northumberland. Il a cinq enfants (dont un décédé dans l'enfance) de sa première femme, dont son héritier John Arthur Strutt, 5e baron Rayleigh et Charles Strutt ; il a un sixième enfant de sa seconde épouse.
- Violet Blanche Strut (1906-1910)
- John Arthur Strutt, 5e baron Rayleigh (1908–1988) ; marié à Ursula Brocklebank
- Charles Richard Strutt (1910-1981) ; marié à Jean Elizabeth Davidson (fille de JCC Davidson, 1er vicomte Davidson et Frances Davidson, elle-même fille de Willoughby Dickinson, 1er baron Dickinson). Leur fils unique John Gerald Strutt est le 6e baron (titulaire actuel).
- Daphné Strutt (1911–2003) ; notamment convertie au catholicisme romain après avoir épousé John Lyon-Dalberg-Acton, 3e baron Acton, 11 enfants dont le 4e baron Acton[11]
- Hedley Vicaires Strutt (1915–2012) ; sert pendant la Seconde Guerre mondiale avec les Scots Guards
- Guy Robert Strutt (1921–2007)

Il est mort à Terling, Essex.